# جامعة زينيتسا
جامعة زينيتسا (بالبوسنية: Univerzitet u Zenici) هي جامعة حكومية تقع في مدينة زينيتسا وسط البوسنة والهرسك، تأسست الجامعة في عام 1961، وتم الاعتراف الأكاديمي بها في عام 2000.

## التاريخ
كانت النواة الأولى لإنشاء الجامعة هي تأسيس مدرسة التعدين في عام 1950، والتي تم تحويلها إلى كلية تعدين في عام 1961 باعتبارها كلية تابعة لجامعة سراييفو، ثم أضيف إلى الجامعة المزيد من الكليات، حتى تم الإعلان عن إنشائها كجامعة مستقلة من قبل برلمان زينيكا-دوبوي كانتون في عام 2000، الجامعة عضو في شبكة جامعات البلقان.

## الكليات

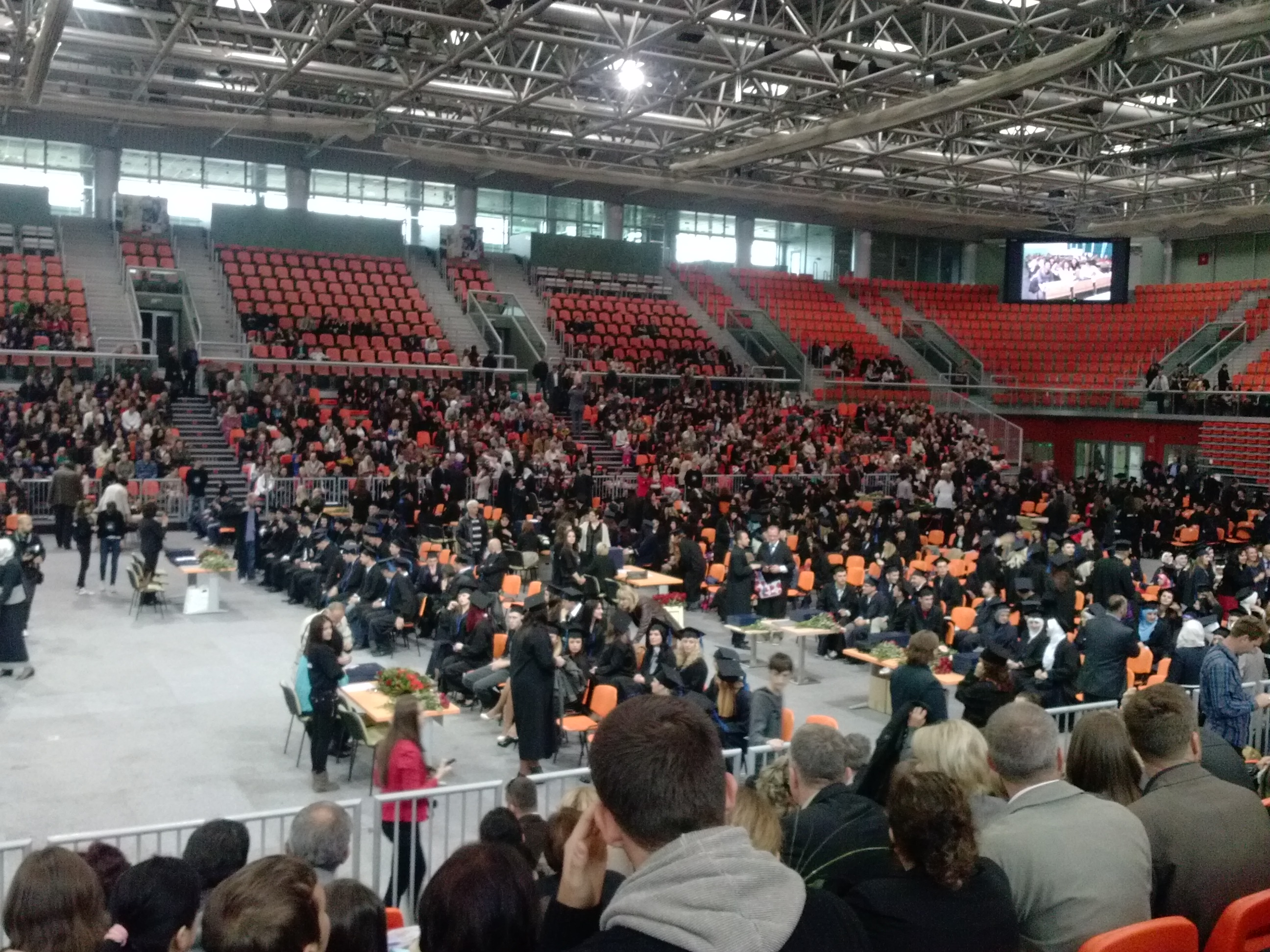
حفل الترويج السنوي لطلاب الدراسات العليا في ساحة زينيتسا عام 2013

- كلية التعدين وعلوم المواد.
- كلية الهندسة الميكانيكية.
- كلية التربية.
- كلية الاقتصاد.
- كلية الحقوق.
- كلية الصحة.
- كلية التربية الإسلامية.
- كلية البوليتكنيك.

## الدراسات العليا
تستضيف جامعة زينيتسا حفل الترويج السنوي لجميع طلاب الدراسات العليا في كل من مرحلة البكالوريوس وبرنامج الماجستير، ويقام الحفل كل شهر أكتوبر من كل سنة، في ساحة زينيتسا.

## وصلات خارجية
- الموقع الرسمي